# Entoloma subradiatum
Entoloma subradiatum är en svampart som först beskrevs av Kühner & Romagn., och fick sitt nu gällande namn av Meinhard (Michael) Moser 1978. Entoloma subradiatum ingår i släktet Entoloma och familjen Entolomataceae.  Arten är reproducerande i Sverige. Inga underarter finns listade i Catalogue of Life.